# Міхай Тімофті
Мі́хай Тімо́фті (рум. Mihai Timofti, також Михайло Василевич Тімофті; 19 вересня 1948, Кишинів — 10 листопада 2023, там само) — радянський і молдовський режисер, актор, музикант та педагог, Народний артист Молдови (2007).

## Біографія
- У 1965 році вступив у Народний театр «Контемпоранул» (худ. Керівник драматург Г. Тімофте), де і в перший раз вийшов на сцену в головній ролі в комедії Г. Тимофте «Мрії і неприємності».
- 1967 — закінчив спеціалізовану музичну школу — десятирічку, ім. Евгена Кокі по класу кларнета і фортепіано, в Москві на фестивалі народних театрів, Михайло Тімофті отримав дві золоті медалі, за головну роль в комедії «Мрії і неприємності» і за музику написану до цього спектаклю.
- 1971 — закінчив Державну консерваторію ім. Музіческу (факльтет режисури драми).
- 1971—1981 — кіностудія «Молдова-Фільм» кінорежисер і актор. Зняв близько 40 документальних і короткометражних музикальних фільмів, і знявся у фільмі Еміля Лотяну — «Лаутари» в роли провідника (в титрах — М. Тимофте).
- 1985 — закінчив єкстерном Ленінградську (Санкт-Петербурську) Державну консерваторію, ім. Римського-Корсакова (факультет оперна режисура).
- 1984—1985 — Оренбурський театр музичної комедії — режисер. Спектаклі: «День народження кота Леопольда» Б. Савельєва (Перша постановка в Радянському союзі), «Роз-Марі» Фримля и Стотгарта.
- 1985—1987 — керівник курса акторів муз. комедії Кишинівська ДОГ, консерваторія ім. Музіческу.
- 1986—1988 — Саранський музичний театр (Мордовія) головний режисер. Спектаклі «Король Вальса» Й. Штрауса, комічна опера «Доротея» Т. Хрєнникова, «Донна Люция» Оскара Фельцмана і др.
- 1989—1990 — Томській музичний театр (Томськ-7). Спектакли: «Скарб Капітана Флінта» Б. Савельєва, «Доротея» Т. Хрєнникова і інших.
- 1990 — Національний Театр Опери і Балету (Кишинів). Спектаклі: «Гадке каченя» І. Ковича[2].
- 1991 — Вечір оперети «Бал-сюрприз» (сценарій і режисер М. Тімофті).
- 1992 — Оперети «Мадемуазель Нітуш» (муз. Театр, м. Галац, Румунія).
- З 1993 року Михайло Тімофті є громадянином Румунії.
- 1993 — Опера «Лючія ді Ламмермур» Г. Доніцетті, дитяча опера «Пітер Пен» Профета.
- 1996 — Мюзикл «Різдвяна фантазія» (сценарій і режисер М. Тімофті), (Румунія, Росія, Молдова).
- 1997 — Опера «Кармен» Бізе
- 2005 — Опера «Аїда» Верді
- 2006 — Оперета «Кажан» Й. Штрауса (англійська версія) режисер, актор — роль Фроша
- 2012 — Театралізоване концерт «Ностальгія за Емінеску» (рум. Dor de Eminescu) (сценарій і режисер М. Тімофті)
- 2012 — Оперета «Весела вдова» Ф. Легара — режисер, актор — роль Негуша
- 2013 — Оперета «Кажан» Й. Штрауса (англійська версія) режисер, актор — роль Фроша
- 2013 — Опера «Трубадур» Верді
- 2014 — Мюзикл «Гидке каченя» І. Ковича….

### Смерть
- 26 жовтня 2023 маестро Михайло Тімофті був госпіталізований до лікарні Лечсанупр, яка знаходиться за адресою Друмул Віілор, 34, у відділення урології з нападом ниркової коліки.
- 1 листопада 2023 (о 18:35) у важкому стані (передкоматозному) маестро було переведено до Республіканської лікарні (IMSP SCR «Тимофей Мошняга»), де 3 листопада 2023 йому була проведена операція для розблокування нирок, але операція була зупинена через дифузну кровотечу. Маестро М. Тімофті впав у глибоку кому (кома 3) до 10 листопада 2023. О 12:20 маестро Михайло Тімофті помер, не приходячи до тями, у віці 75 років.[3]
- Причина смерті (Офіційний висновок з документа «Лікарське свідоцтво про смерть — М. Тімофті»): 
I. a) Токсико-септичний шок; b) Змішаний сепсис: урогенний, легеневий; c) Лівобічний піонефроз. 
II. Сечокам'яна хвороба, камені обох нирок.

## Репертуар

### Режисерськи роботи
(М. Тімофті зняв 40 документальних і короткометражних музикальних фільмів)
- Драматичний спектакль «Макбет» В. Шекспіра
- Мюзикл «День народження кота Леопольда» Б. Савельєва (Перша постановка в Радянському союзі)
- «Скарб Капітана Флінта» Б. Савельєва
- Опера «Манон Леско» Дж. Пуччіні
- Комічна опера «Доротея» Т. Хрєнникова
- Оперета «Король Вальса» Й. Штрауса
- Мюзикл «Донна Люция» Оскара Фельцмана
- Оперета «Сільва» І. Кальмана
- Оперета «Граф Люксембург» Ф. Легара
- Мюзикл «Гадке каченя» І. Ковича
- Оперета «Казка олов'яного солдатика» Д. Капояну
- Оперета «Мадемуазель Нітуш» Ф. Єрве
- Мюзикл «Різдвяна фантазія» М. Тімофті
- Вечір оперети «Бал — сюрприз» М. Тімофті
- Дитяча опера — «Пітер Пен» Л. Профетта
- Опера «Лючія ді Ламмермур» Г. Доніцетті
- Оперета «Роз-Марі» Р. Фримля и Г. Стотхарта
- Опера «Отелло» Дж. Верді
- Опера «Кармен» Бізе
- Опера «Аїда» Дж. Верді
- Оперета «Летюча миші» Й. Штрауса (англійська версія)
- Театралізоване концерт «Ностальгія за Емінеску» (рум. Dor de Eminescu)
- Оперета «Весела вдова» Ф. Легар

### Акторські роботи
- Мюзикл «Мрії і неприємності» М. Тімофті — Таке
- Драматичний спектакль «Сергій Лазо» Г. Тімофте — ординарець
- Драм. спектакль «Жертва» Г. Тімофте — румунський офіцер
- Драм. спектакль «Гучна Любов» Г. Тімофте — Микола
- Фільм «Лаутари» Е. Лотяну — провідник Василь
- Водевіль «Сватання гусара» — Гусар
- Драм. спектакль «Смерть Федір Іоановіча» — Боярин Клешнін
- Драм. спектакль «Мертві душі» Н. Гоголя — Ноздрев
- Драм. спектакль «Макбет» В. Шекспіра — Макбет
- Мюзикл «День народження кота Леопольда» Б. Савельєва — Кот Леопольд
- Оперета «Летюча миші» Й. Штрауса (англійська версія) — Фрош[4]
- Оперета «Весела вдова» Ф. Легар — Негуш

### Сценарії
- Мюзикл «Різдвяна фантазія»
- Вечір оперети «Бал — сюрприз»
- Театралізоване концерт «Ностальгія за Емінеску» (рум. Dor de Eminescu)

### Композиторские работы
- Мюзикл «Мрії і неприємності»

## Інструменти
Михайло володіє різними інструментами: Фортепіано, Флейта, Флейта-піколо, Труба, Кларнет, Саксофон

## Гастролі
Михайло Тімофті гастролює в таких країнах, як Румунія, Росія, Іспанія, Португалія, Велика Британія, Ірландія, Німеччина, Швейцарія і др.

## Пам'ять
- 18 червня 2024 року на згадку про Михайла Васильовича Тімофті були створені стікери (60+ штук) для популярних месенджерів Telegram[6] і Viber (3 паки)[7][8][9], щоб вшанувати його творчу спадщину та популяризувати її у сучасних технологіях.

- У жовтні 2024 року художником Юрієм Брашовяну було створено дві роботи (портрети як витвори мистецтва) під назвою «На пам'ять Маестро М. Тiмофтi». На цих портретах розміщено дві цитати Михайла Васильовича Тiмофтi.[10][11]

- 7 листопада 2024 року Пошта Молдови випустила поштове картка з фіксованим марком, присвячену пам'яті Михайла Васильовича Тімофті. Листівка була видана у центральному відділенні Пошти Молдови (MD-2012) накладом 200 екземплярів, її вартість склала 12 молдавських леїв. Листівку також було виставлено на продаж у філателістичному магазині.[12][13][14]

- 10 листопада 2024 року на згадку про Михайла Тімофті була випущена пісня румунською мовою. Ця композиція стала музичною шаною видатному маестро, підкреслюючи його вагомий внесок у розвиток культури та мистецтва.[15][16]

- 20 листопада 2024 року була випущена персоналізована поштова марка на честь маестро Михайла Тимофті. Пошта Молдови.[17]